# Frano Kršinić
Frano Kršinić (Lumbarda, 1897. június 24. – Zágráb, 1982. január 1.) horvát szobrász. Legismertebb alkotása Nikola Tesla szobra a Niagara Falls State Parkban, Niagara Fallsban.

## Pályafutása
Családjában generációk óta foglalkoztak kőfaragással. 1913 és 1917 között Korčulában és Hořicében sajátította el a kőfaragó mesterséget. Ezt követően Prágában tanult a Művészeti Akadémián, modellt ült szobrászoknak, hogy megélhetését biztosítsa.
1921-ben diplomázott, és azonnal visszatért Zágrábba, ahol kiállította a magával hozott 34 különböző témájú, terrakotta, gipsz, és márványszobrát az Ulrich-galériában. 1922-ben Belgrádba költözött, 1924-től Zágrábban élt, és a Képzőművészeti Akadémián tanított. 1929-ben részt vett a Zemlja művészeti társaság alapításában. 1930-ban kilépett, és csatlakozott a Független művészek csoportjához (Nezavisni).
A háború előtt tanulmányutakat tett Németországban, Franciaországban, Görögországban és Olaszországban. 1949-ben tagja lett a Jugoszláv Művészeti és Tudományos Akadémiának. Bronz-, kő- és márványszobrait magángyűjtemények, külföldi fővárosok és nagyvárosok múzeumai őrzik (London, Genf, Moszkva, Berlin, München, Stockholm, New York, Washington, Addisz-Abeba, Kavaszaki).

## Galéria

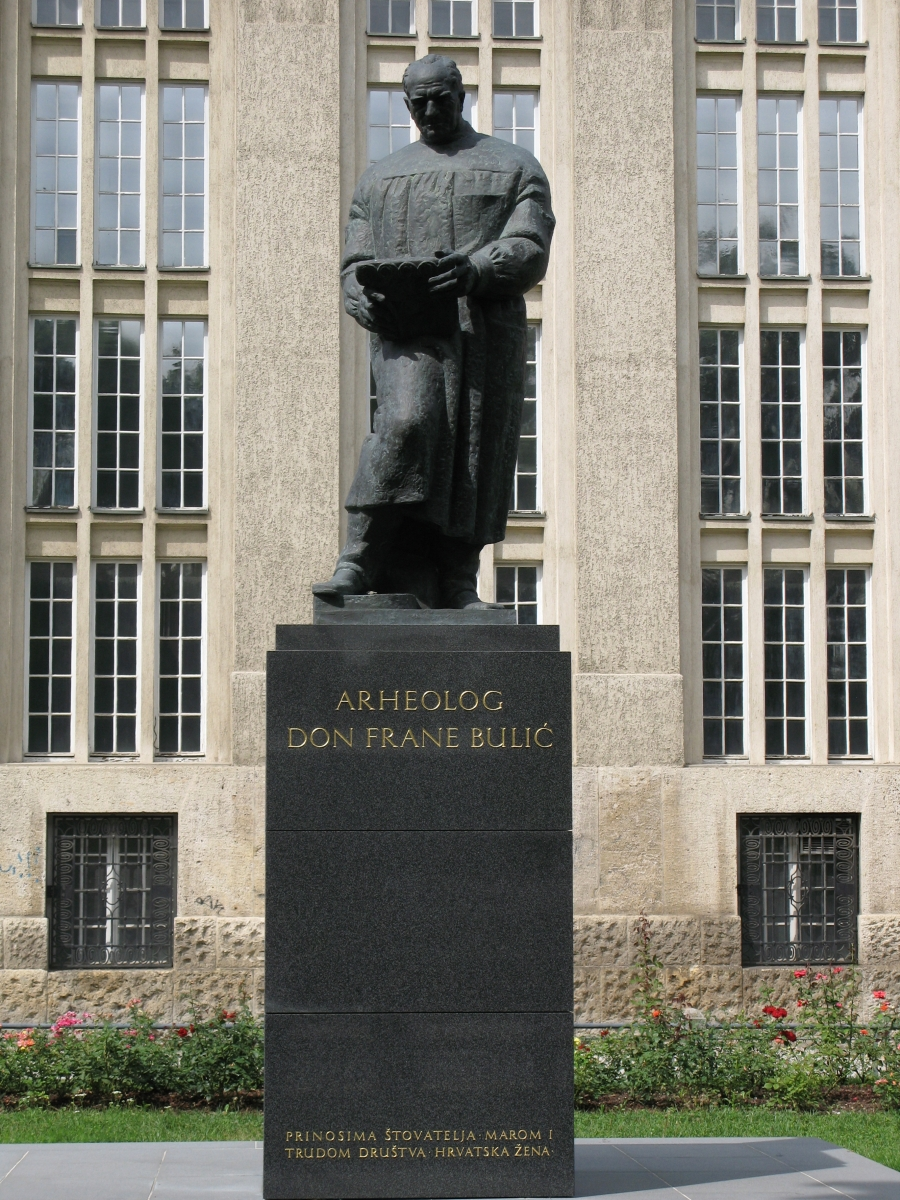
Frane Bulić szobra Zágrábban
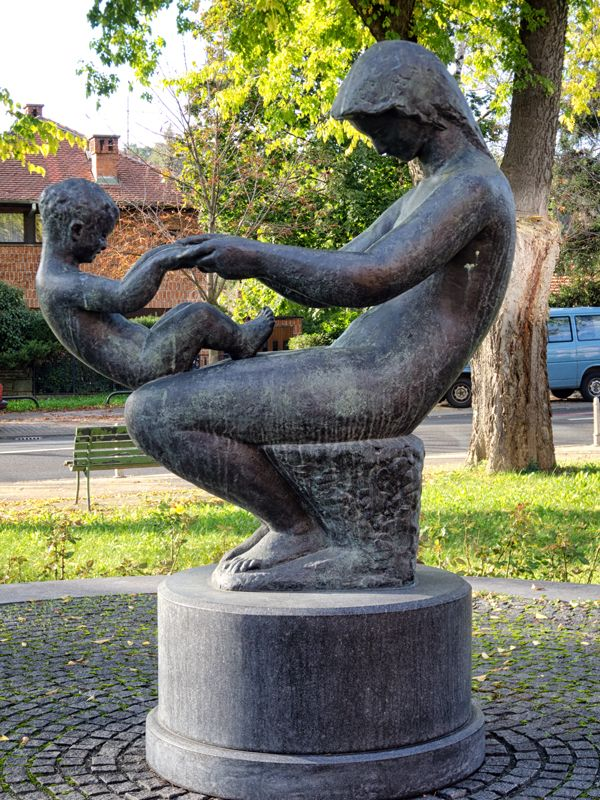
Anya játszik gyermekével
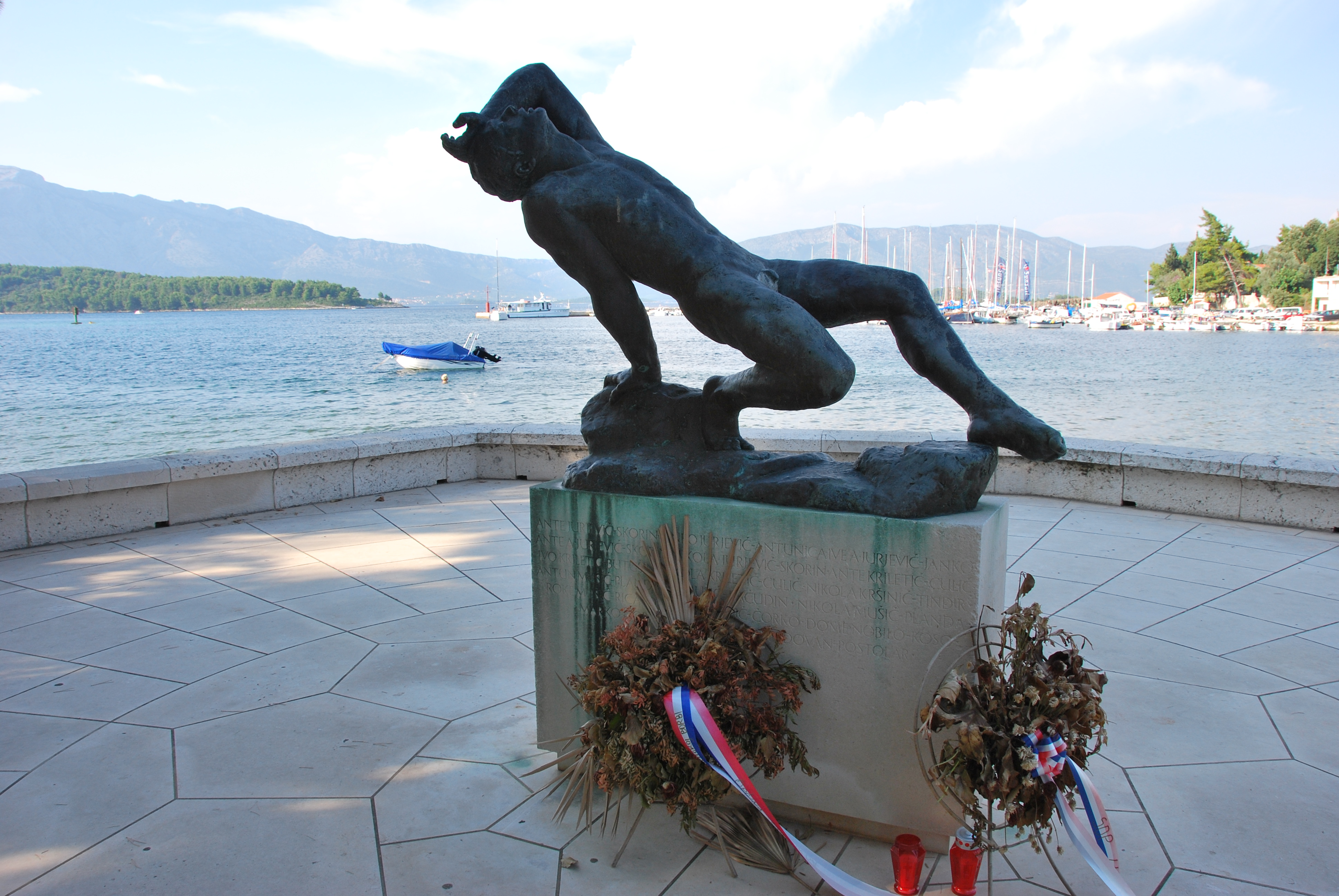
Szobor Lumbardában
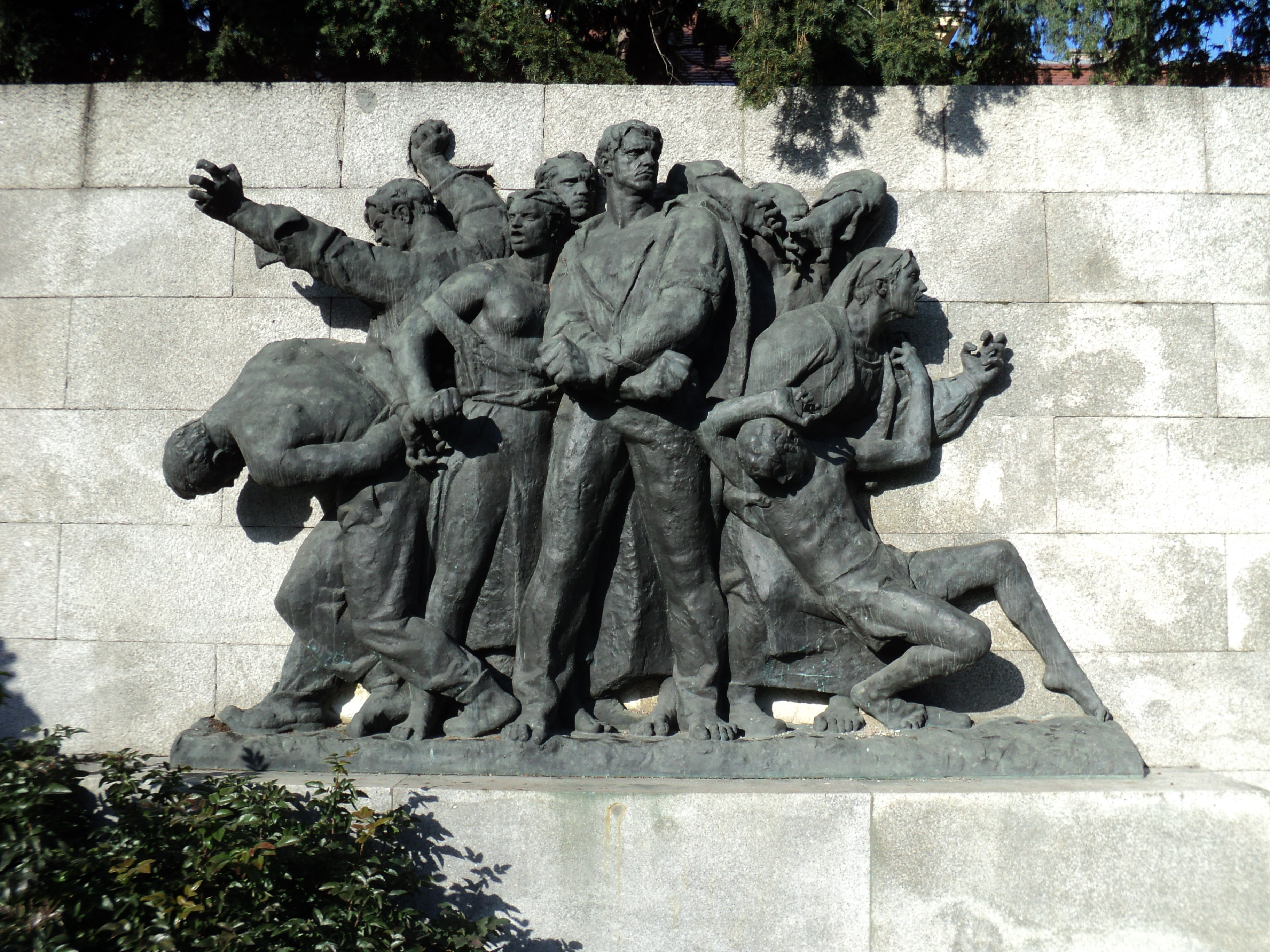
Partizánok kivégzése